# Tornabuoni Art
 (novembre 2020).
Si vous disposez d'ouvrages ou d'articles de référence ou si vous connaissez des sites web de qualité traitant du thème abordé ici, merci de compléter l'article en donnant les références utiles à sa vérifiabilité et en les liant à la section « Notes et références ».
Tornabuoni Art (Tornabuoni Arte en Italie) est une galerie d'art italienne spécialisée dans l'art italien de la seconde moitié du XXe siècle.

## Historique
Fondée à Florence en 1981 par Roberto Casamonti dans la rue qui donna son nom à la galerie, Tornabuoni Art a depuis ouvert des espaces d’exposition à Crans-Montana en 1993, à Milan en 1995, à Forte dei Marmi en 2004, Paris en 2009 et Londres en 2015.
Spécialisée dans l’art italien de l’après-guerre, la galerie présente les œuvres d’artistes tels que Lucio Fontana, Alberto Biasi, Alberto Burri, Enrico Castellani, Agostino Bonalumi, Alighiero Boetti, Piero Dorazio, Emilio Isgrò, Paolo Scheggi et Piero Manzoni. Tornabuoni présente également une collection permanente d’œuvres importantes par des artistes majeurs du Novecento italien, tels que Giorgio de Chirico, Giorgio Morandi, Giacomo Balla et Gino Severini, ainsi que des maîtres de l’avant-garde internationale du XXe siècle, dont Pablo Picasso, Joan Mirò, Vassily Kandinsky, Hans Hartung, Serge Poliakoff, Jean Dubuffet, Wifredo Lam, Roberto Matta, Christo and Jeanne-Claude, Tom Wesselmann, Andy Warhol et Jean - Michel Basquiat. La collection Tornabuoni est complétée par les œuvres de artistes contemporains comme Francesca Pasquali, Pablo Atchugarry et l’artiste arménien basé en Italie Mikayel Ohanjanyan, vainqueur du Lion d’Or à la Biennale de Venise de 2015 avec le pavillon arménien.
La galerie collabore étroitement avec musées et institutions par le prêt d'œuvres d'art. Parmi les institutions avec lesquelles la galerie a collaboré, citons la Fondation Giorgio Cini et la Biennale de Venise.
Grâce à son expérience et sa connaissance du travail des artistes qu’elle représente, la galerie s’est établie en tant que conseiller pour des collections aussi bien privées que publiques.

## Florence
Tornabuoni Arte Firenze est le siège de la galerie. Le programme d'exposition est caractérisé par l'exposition annuelle intitulée "Arte moderna e contemporanea. Antologia scelta" qui ponctuellement offre une sélection de grands artistes internationaux du XXème siècle, aux côtés des principaux artistes historiques de la réalité artistique de la première et deuxième moitié du Novecento italien que la galerie a choisies au cours de l’année.
Au cours de l’exposition annuelle des expositions personnelles d’artistes historiques et émergents sont organisées ensemble à des expositions thématiques, attirant l’attention sur l’avant-garde de l’après-guerre comme Bianco Italia (2013), Dadamaino (2014), Il dado è tratto (2015), Gioacchino Pontrelli (2015), Serafino Maiorano (2015), Francesca Pasquali – Plastic Shapes (2015), Enrico Benetta (2016), Franco Ionda (2016), Carlo Rea (2017), Anne-Karin FURUNES (2018), Renato Mambor (2019), Omar Galliani. Baci rubati (2021), Alberto Biasi (2022), PLESSI. Emozioni digitali (2022).
Aujourd’hui la galerie poursuit ses recherches et ses études approfondies tant en ce qui concerne les expériences historiques et les plus marquantes de l’art du XXème siècle, qu’en ce qui concerne les nouvelles contributions d’artistes contemporains.

## Crans Montana
En 1993, Tornabuoni Art ouvre sa galerie à Crans Montana, en Suisse. La galerie est ouverte pendant les saisons d'été et d'hiver.

## Milan
Tornabuoni Arte Milano a ouvert ses portes en 1995. La galerie est située au centre de Milano, dans la Via Fatebenefratelli. La galerie propose tout au long de l'année des expositions monographiques ou thématiques sur les artistes de l'après-guerre. Les expositions personnelles organisées par la galerie comprennent Emilio Isgrò (2016), Omar Galliani (2017), Dieci capolavori di Piero Dorazio (2018), Arman (2019) et Salman. Alighiero Boetti (2021).

## Forte dei Marmi
En 2004, Tornabuoni Art a choisi d'ouvrir une galerie dans la ville balnéaire de Forte dei Marmi. La galerie est ouverte toute l'année, mais concentre son activité pendant l'été et les vacances.

## Paris
Tornabuoni Art ouvre Avenue Matignon à Paris en 2009 avec une rétrospective de  Lucio Fontana. La galerie présente des expositions monographiques élaborées avec les artistes ou les fondations qui les représentent. Elle a ainsi montré le travail d’Alighiero Boetti (2010), Arnaldo Pomodoro (2011), Enrico Castellani (2011), Mimmo Rotella (2012), Giuseppe Capogrossi (2013), Dadamaino (2013). Elle a également présenté « Lucio Fontana, autour d’un chef-d’œuvre retrouvé », une exposition organisée en parallèle de la rétrospective du Musée d'art moderne de la ville de Paris (2014). En 2014, la galerie organise la première rétrospective en France de Turi Simeti, suivi par une d’Alberto Biasi (2015), une exposition monographique de Giuseppe Chiari (it) (2015) et les rétrospectives de Paolo Scheggi (2015) et de Piero Dorazio (2016).

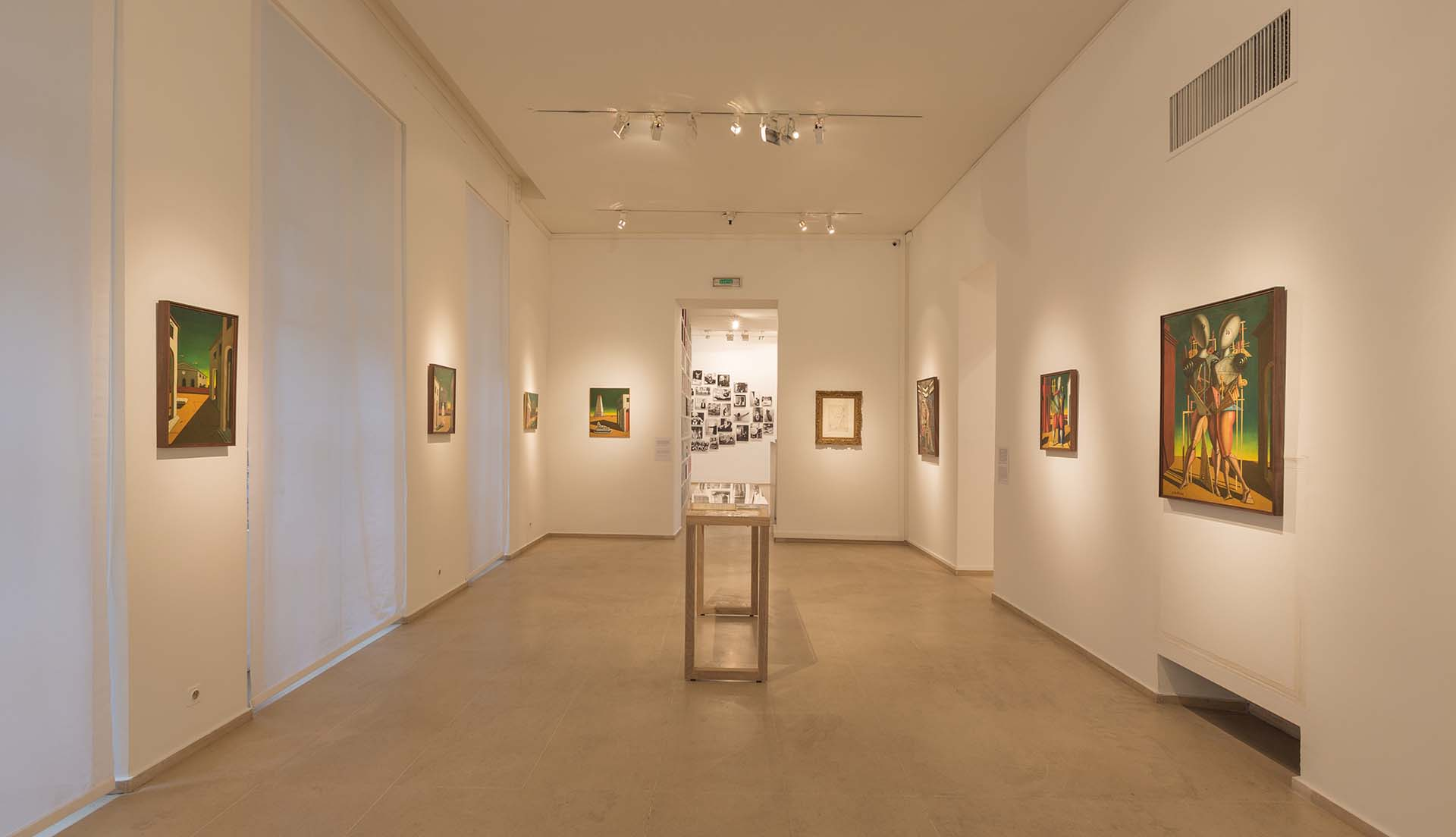
Exposition "Reading de Chirico", Paris, (2018)

En février 2017, Tornabuoni Art Paris inaugure son nouvel espace d’exposition dans le Le Marais, au 9, rue Charlot, avec une exposition personnelle dédié à Alighiero Boetti, et organise pour la première fois en France les expositions personnelles d'Emilio Isgrò et Francesca Pasquali. Ces expositions personnelles ont été suivies par une exposition sur les artistes des avant-gardes de la Rome d'après-guerre "La Dolce Vita", une personnelle du maître italien du XXe siècle Giorgio de Chirico (2018), et des rétrospectives d’Afro (2018) et Alberto Burri (2018).
À ces expositions personnelles s’ajoutent des expositions collectives pensées sous la forme d’une carte blanche donnée à un commissaire pour une approche singulière de la collection, comme les expositions « Monochrome sous tension » (2011), « Tout feu tout flamme » (2012), « Bianco Italia » (2013) ou « Entre Signe et Ecriture : parcours dans l’art italien » (2014), « Ceci n’est pas une idée » (2015) et «Roma Pop» (2016).
En octobre 2020, Tornabuoni Art se réinstalle dans son espace historique du 16 avenue Matignon, inauguré avec l'exposition « ITALIA Minimal ».

## Foires internationales
Tornabuoni Art participe aux foires internationales les plus importantes dont la FIAC à Paris, à TEFAF Maastricht et New York, Art Basel, Art Basel Miami Beach, Art Basel Hong Kong , Arte Fiera à Bologne, Miart à Milan, Frieze Masters à Londres, Artgenève à Genève et Artmontecarlo à Monaco.

## Publications
- On Fire. Burri, Klein, Arman, Kounellis, Calzolari, Parmiggiani, éditions Forma, 2022, Italien/Anglais, 152 pages,  (ISBN 978-88-55210-99-7)
- Il tempio. La nascita dell'Eidos, Ilaria Bignotti et Bruno Corà, éditions Forma, 2022, Italien/Anglais, 128 pages,  (ISBN 978-88-55210-83-6)
- Salman Alighiero Boetti, Salman Ali, éditions Forma, 2021, Italien/Anglais, 107 pages,  (ISBN 978-88-55210-60-7)
- Carla Accardi, Dadamaino: Between Sign and Transparency, Margit Rowell, Jean-Pierre Criqui, Valérie Da Costa et Elizabeth De Bertier, éditions Forma, 2020, Français/Anglais, 220 pages,  (ISBN 978-88-55210-71-3)
- ITALIA MINIMAL, Ilaria Bignotti, éditions Forma, 2020, Français/Anglais, 176 pages,  (ISBN 978-88-55210-51-5)
- Mambor, Federico Sardella, éditions Forma, 2019, Italien/Anglais, 184 pages,  (ISBN 978-88-55210-30-0)
- Utopia. Italian Art & Design, Flavia Frigeri et Charles Zana, éditions Forma, 2019, Anglais, 70 pages,  (ISBN 978-88-55210-33-1)
- Burri. La pittura, irriducibile presenza, Bruno Corà, éditions Forma, 2019, Italien/Anglais, 182 pages,  (ISBN 978-88-99534-94-3)
- Arnaldo Pomodoro 1955-65, Luca Massimo Barbero et Chiara Mari, éditions Forma, 2019, Anglais/Italien et Français/Italien, 176 pages,  (ISBN 978-88-99534-95-0)
- Burri. Plastiche, Bruno Corà, éditions Forma, 2018, Italien/Anglais, 136 pages,  (ISBN 978-88-99534-85-1)
- Boom. Art and Industry in 1960s Italy, Flavia Frigeri, éditions Forma, 2018, Anglais, 92 pages,  (ISBN 978-88-99534-83-7)
- Arnaldo Pomodoro, Bruno Corà, éditions Forma, 2016, Italien/Anglais, 220 pages,  (ISBN 978-88-99534-10-3)
- Enrico Benetta, Chiara Casarin, éditions Forma, 2016, Italien/Anglais, 112 pages,  (ISBN 978-88-99534-11-0)
- Lucio Fontana, Enrico Crispolti, Luca Massimo Barbero et Edward Lucie-Smith, éditions Forma, 2015, Italien/Anglais et Français/Anglais, 272 pages,  (ISBN 978-88-96780-06-0)
- Il dado è tratto, Sergio Risaliti, éditions Forma, 2015, Italien/Anglais, 240 pages,  (ISBN 978-88-99534-00-4)
- Francesca Pasquali, Ilaria Bignotti et Gino Pisapia, éditions Forma, 2015, Italien/Anglais, 112 pages,  (ISBN 978-88-96780-86-2)
- SCHEGGI. 1966 La Biennale di Venezia / Art Basel 2015, Luca Massimo Barbero, éditions Forma, 2015, Italien/Anglais, 124 pages,  (ISBN 978-88-96780-94-7)
- Maiorano, Alan Jones et Martina Cavallarin, éditions Forma, 2015, Italien/Anglais, 96 pages,  (ISBN 978-88-96780-79-4)
- Alberto Biasi, Serge Lemoine, éditions Forma, 2014, Français/Anglais, 176 pages,  (ISBN 978-88-96780-77-0)
- Gioacchino Pontrelli, Claudio Libero Pisano et Raffaele Gavarro, éditions Forma, 2014, Italien/Anglais, 80 pages,  (ISBN 978-88-96780-73-2)
- Turi Simeti, Bruno Corà, éditions Forma, 2014, Français/Anglais, 160 pages,  (ISBN 978-88-96780-69-5)
- Dadamaino, Bernard Blistène, éditions Forma, 2013, Italien/Anglais, 176 pages,  (ISBN 978-88-96780-53-4)
- Bianco Italia, Dominique Stella, éditions Forma, 2013, Italien/Anglais, 184 pages,  (ISBN 978-88-96780-43-5)
- Giuseppe Chiari, Fabio Migliorati et Enrico Crispolti, éditions Forma, 2012, Italien, 448 pages,  (ISBN 978-88-96780-10-7)
- Novecento. Tensioni e figura, Fabio Migliorati, éditions Forma, 2012, Italien, 96 pages,  (ISBN 978-88-96780-22-0)
- Tout Feu Tout Flamme, Daniel Abadie, éditions Forma, 2012, Français/Italien/Anglais, 186 pages,  (ISBN 978-88-96780-31-2)
- Enrico Castellani, Bernard Blistène, éditions Forma, 2012, Français/Italien/Anglais, 200 pages,  (ISBN 978-88-96780-13-8)
- Fontana e Parigi, Enrico Crispolti, éditions Forma, 2012, Italien/Anglais, 144 pages,  (ISBN 978-88-96780-08-4)
- Mimmo Rotella, Bruno Corà, éditions Forma, 2012, Français/Italien/Anglais, 184 pages,  (ISBN 978-88-96780-23-7)
- Arnaldo Pomodoro, Bruno Corà, Jacqueline Risset, éditions Forma, 2011, Français/Italien/Anglais, 170 pages,  (ISBN 978-8896780-09-1)
- Soly Cissé, Dominique Stella, éditions Forma, 2011, Français/Italien, 126 pages,  (ISBN 978-88-96780-14-5)
- Lee Sung-Kuen. Human + love + nature + light, Jo Kwang-Suk et Fabio Migliorati, éditions Forma, 2010, Italien/Anglais, 128 pages,  (ISBN 978-88-96780-02-2)
- Nakis Panayotidis. Ivresse revée, Bruno Corà, éditions Forma, 2010, Français/Italien/Anglais, 120 pages,  (ISBN 978-88-96780-03-9)
- Mario Ceroli, Analyse d’un langage et d’un parcours, Lucca, Italie, Tornabuoni Art 24 Ore Cultura, 2010, Français, 256 pages,  (ISBN 978-88-95065-92-2)